# Elaphoglossum sporadolepis
Elaphoglossum sporadolepis är en träjonväxtart som först beskrevs av Kze. och Oskar Kuhn, och fick sitt nu gällande namn av Thomas Moore och Carl Frederik Albert Christensen. Elaphoglossum sporadolepis ingår i släktet Elaphoglossum och familjen Dryopteridaceae. Inga underarter finns listade.